# 循環經濟

本圖將「取得、製造、丟棄」的線性模式與循環經濟進行比對的簡單描繪。

循環經濟（英語：circular economy）是一種再生系統，藉由減緩、封閉與縮小物質與能量循環，使得資源的投入與廢棄、排放達成減量化的目標。循環經濟有很多不同的定義，好比說是一個未來真正可永續發展、零浪費，並可與我們所處的環境和所擁有的資源共生的想法。循環經濟所構築的未來是所製造生產的每個產品都經過精心設計，並可用於多個循環來使用，不同的材料與生產製造的循環皆經過仔細考量搭配，如此一來，一個製程的輸出始終可成為另一個製程的輸入。在循環經濟中，將是零排放、零廢棄，所生產出的副產品或受損壞的產品或不再想用的貨物並不會被看作是“廢物”，而是可成為新的生產週期的原材料和素材。

## 概念源起
1970年代，國際團隊開始研究持續全球經濟增長的影響，預測人類經濟未來的可能。研究中包含五個基本因素：人口增長，農業生產，不可再生資源枯竭，工業產出和污染產生等。團隊將五大要素的數據進行模擬推論，以了解人類經濟未來的可能。
羅馬俱樂部於1972年發表《增長的極限》，揭示：人類生活的地球自然系統在長期消耗下，即使先進技術也可能無法支應2100年以後的經濟和人口增長率。該項推論引發國際社會的許多的辯論，多年來經過許多社會精英的論述，逐漸形成物資循環的共識：人類社會的消耗生產模式必須加以限制，循環利用物質資源，達成人口及生產的均衡，才能永續地生存。
之前在1966年，肯尼思·博爾丁即提出了應對擁有無限投入資源和產出物品的「開放型經濟」有所意識及覺醒，此概念與「封閉型經濟」形成鮮明對照，在封閉型經濟中資源和副產品儘可能要求保留在經濟的一部分中。博爾丁的論文《即將到來的地球宇宙飛船經濟學》，提出「地球是一艘孤獨的太空船，沒有無限物質的儲備庫，既沒有開採也不能被污染，人類必須要回到自己在生態系統循環中的位置，進行物質再生產」，此概念經常被引用為「循環經濟」一詞的起源。循環經濟的基礎是研究富含回饋、逆物流的（非線性）系統，尤其是生物系統。當代對循環經濟的理解及其在經濟系統中的實際應用演變為將不同的特徵和來自各種概念的貢獻相結合，共享其他閉合循環的思想。其他一些相關的理論影響包括搖籃到搖籃、生態法、循環和績效經濟、再生設計、工業生態學、仿生學和藍色經濟等等。
其他早期的思想學派包括瓦爾特·施塔爾教授、剛特·鮑利教授、威廉·麥唐納教授和麥可·布朗嘉教授等所教授的工業生態學、樸門和自然步驟等補充方法學。
循環經濟的概念是由兩位英國環境經濟學家大衛·皮爾斯和R·克里·特納（R. Kerry Turner）於1989年提出的。在《自然資源與環境經濟學》中，他們指出傳統的開放式經濟是在沒有內在循環傾向的情況下發展起來的，此概念是將環境視為廢物的大水庫。

## 不同於傳統生產模式
工業革命以來，人們一直採用線性的生產消費模式：從自然環境開採原物料後，加工製造成商品，商品被購買使用後就直接丟棄。工業製程和人們的生活方式不斷的消耗著有限的資源創造產品，最後再直接掩埋或焚燒。
隨著原物料需求持續增加、開採成本持續成長，商品的價格也越來越高，這樣的現象促使少數科學家開始思考新的解決方法，包含永續工業之父Walter R. Stahel。 Walter R. Stahel 在1970晚開始「搖籃到搖籃（相對於搖籃到墳墓）」的論述，與Product-Life機構共同致力於發展封閉式循環的商品製程。
與線性經濟造成的資源衰竭不同，循環經濟認為是建立在物質的不斷循環、利用上的經濟發展模式，形成「資源、產品、再生資源」的循環，使整個系統產生極少的廢棄物，甚至達成零廢棄的終極目標。循環經濟相信：只有放錯地方的資源，沒有真正的廢棄物。進而從根本上解決經濟發展與環境衝擊的矛盾。
循環經濟所涵蓋的範圍涵括有形及無形的產品、理念、模式及行為，包括產品、基礎設施、設備和服務。這個概念適用於所有行業，包括「技術」資源（金屬、礦物及石化資源）和「生物」資源（食物、纖維、木材等）。由於石化工業遍及人類生活周遭，對人類生產模式有決定性的影響，許多思想領導者主張從化石燃料做起，將產業模式轉向使用循環可再生的能源，並強調多樣性、具有彈性，以及系統永續的特徵。在各界廣泛的討論中，循環經濟的實踐範疇並也包括貨幣和金融體系，透過廣義的生產體系，達成人類經濟資源利用的全面翻轉。另有些思想先驅者已經開始呼籲，建議對經濟表現的衡量工具進行改造，增加循環生產模式在衡量體系中的權重。

## 邁向循環經濟之路

### 零廢棄設計
從產品設計端就以生命週期思維（life cycle thinking）出發，考慮到生物與非生物的資源循環過程，以及分解再利用的可能性：使生物材料無毒，可回歸自然；使非生物材料可以最小耗能保留最高品質，使其可再被利用。

### 以多樣性強化適應能力
模組化、多功能的技術、物料或系統在快速變遷的世界中尤其重要。循環經濟考慮到長遠的資源運用，因此將材料與產品設計的容易拆卸、重組、分解、回收，所以面對環境改變時，模組化、多元化的設計與材料可快速地因應、進行改變，也附帶了提升效率、降低變革成本的優勢。

### 使用再生能源
配合循環經濟中其他的原則與技術，一邊節能一邊使用再生能源，大幅降低對化石燃料的依賴，最終達成全面使用再生能源的終極目標。例如：維修、翻新產品所需的能源遠低於製造全新的產品所需的能源。

### 系統性思考
自然界的許多系統有非線性特徵，具有整體共利性的完美結構。如果人類社會仿效自然，以宏觀的角度去了解生產體系，理解系統中的每個單元的相互作用與影響，重視整體運作的關聯性，將每個單元視為自然環境與社會脈絡的互動，以交替循環促進生產模式整體性的大幅進步。系統性思考有助確保各單元在高效率下協同運作，根據外在環境變化，彈性調整產業鏈。

### 透明反映成本
不透明、不公開的外部經濟效果是循環經濟體系的重大阻礙。為達成循環經濟體系，產品價格必須透明，所有的外部成本都應該計入，包含有社會成本、環境成本的實際價格，才是正確的市場資訊。有效反映出社會與環境成本的產品價格，可以促進消費者理性選擇，透過市場選擇以達成永續的成長。

### 保持殘留最高價值
以正確的處理廢棄產品，可保存殘留最高價值。生產者與消費者應共同思考，在產品出現衰老或損壞時，以耗能小且能存留最高價值的方法進行再利用的先期處置。例如：廚餘如果採取焚燒方式，雖然接近達成零廢棄，但絕對不是最佳方式，其實還可以選擇更高層級的利用。例如可以作為肥料或製成沼氣，產生更高的價值。循環經濟重視廢棄物的處置模式，不輕易選擇「耗能高，扼殺再利用價值」的處理方法，透過社會群力合作，共同尋找最佳的配置層級(cascading)。